# César Antonio Molina Sánchez
César Antonio Molina Sánchez (La Corunya, Galícia 1952) és un escriptor, periodista i professor universitari gallec, que fou ministre de Cultura durant els governs de José Luis Rodríguez Zapatero.

## Biografia
Va néixer el 1952 a la ciutat gallega de La Corunya. Va estudiar dret i ciències de la informació a la Universitat de Santiago de Compostel·la, on es va llicenciar amb un treball d'investigació sobre La prensa literaria española, publicat en tres volums. Posteriorment va ser professor d'humanitats de la Universitat Complutense i de la Universitat Carles III de Madrid. Durant diversos anys va coordinar els cursos d'Humanitats de la Universitat d'Estiu de El Escorial.

## Activitat periodística i cultural
Va iniciar la seva activitat periodística l'any 1966 al diari La Voz de Galicia, i entre 1985 i 1996 va treballar a Cambio 16 i a Diario 16, del qual en fou director adjunt i responsable de les pàgines de cultura i espectacles, així com dels suplements Culturas i Libros. El 1996 es va incorporar al Círculo de Bellas Artes de Madrid com a director-gerent.
Al maig de 2004 va ser nomenat director de l'Institut Cervantes, des del qual ha iniciat una voluntat expansionista d'aquesta institució esdevenint una ambaixada cultural de la cultura espanyola arreu del món. Al setembre de 2005 el govern de França el nomenà Cavaller de l'Ordre de les Arts i Lletres.

## Activitat política
El 6 de juliol de 2007 abandonà l'Institut Cervantes per ser nomenat ministre de Cultura en substitució de Carmen Calvo, pel govern socialista de José Luis Rodríguez Zapatero.
En les eleccions generals de 2008 fou escollit diputat al Congrés dels Diputats per la província de La Corunya, sent ratificat per Zapatero en la confecció del seu govern com a ministre de Cultura. El 7 d'abril de 2009, en la remodelació del govern feta per Rodríguez Zapatero, s'anuncià el seu relleu al capdavant del ministeri, sent substuït per Ángeles González Sinde.

## Obra literària
Ha publicat més d'una trentena de llibres, especialment, llibres d'assaig, prosa i poesia. La seva obra poètica apareix recollida en nombroses antologies i està traduïda a diversos idiomes.

### Prosa i assaig
- 1974: Épica. A Coruña: Argrove. 45 p. DL C-615-1974
- 1979: Últimas horas en Lisca Blanca. Lleó. 20 p. ISBN 84-00-04527-0
- 1984: La revista Alfar y la prensa literaria de su época (1920-1930). A Coruña: NOS. 397 p. ISBN 84-7540-028-0
- 1987: Derivas. Madrid: Maina. 84 p. ISBN 84-86384-05-2
- 1988: El fin de Finisterre. Edició bilingüe gallego-castellana. Ferrol (Canalejas, 234-2º): Sociedad de cultura Valle Inclán. 50 p. ISBN 84-86046-31-9
- 1989: Prensa literaria en Galicia (1809-1920). Vigo: Edicións Xerais. 380p. ISBN 84-7507-395-6
- 1989: Prensa literaria en Galicia (1920-1960). Vigo: Edicións Xerais. 715 p. ISBN 84-7507-430-8
- 1990: Medio siglo de Prensa literaria española (1900-1950) [ensayo]. Madrid: Endymion. 394 p. ISBN 84-7731-050-5
- 1990: Sobre el iberismo y otros escritos de literatura portuguesa. Madrid: Akal. 400p. ISBN 84-7600-501-6
- 1991: Las ruinas del mundo. Barcelona: Anthropos. 480p. ISBN 84-7658-2870
- 1994: Para no ir a parte alguna. València: Pre-textos, 85 p. ISBN 84-8191-0171
- 1995: Sobre la inutilidad de la poesía. Madrid: Huerga & Fierro,. 492p. ISBN 84-88564-11-2
- 1996: Nostalgia de la nada perdida; ensayo sobre narrativa contemporánea. Madrid: Endymion. 520 p.ISBN 84-7731-222-2
- 2000: Vivir sin ser visto. Barcelona: Península. 238p. ISBN 84-8307-301-3
- 2001: A Coruña, agua y luz. Edició bilingüe castellana-anglesa. Barcelona: Lunwerg. 254p. ISBN 84-7782-785-0
- 2001: Olas en la noche. València: Pre-textos. 87p. ISBN 84-8191-356-1
- 2003: Regresar a donde no estuvimos. Barcelona: Península. 461 p. ISBN 84-8307-551-2
- 2003: Viaje a la Costa da morte. Madrid: Huega & Fierro. 315 p. ISBN 84-8374-390-6
- 2005: En honor de Hermes. Madrid: Huerga & Fierro. 769p. ISBN 84-8374-497-X
- 2005: Fuga del amor. Barcelona: Destino. 245p. ISBN 84-233-3766-9
- 2006: El rumor del tiempo. Madrid: Círculo de lectores. ISBN 84-672-1977-7

### Poesia
- 1978: Proyecto preliminar para una arqueología de campo. Barcelona: Antrophos. 103 p. ISBN 84-7457-020-4
- 1983: La estancia saqueada. Barcelona: Los libros de la frontera. 86 p. ISBN 84-85709-18-7
- 1984: Antología de la poesía Gallega contemporánea. Madrid: Jucar. 509p. ISBN 84-334-3059-9
- 1986: Gobierno d'un jardín. Conca: II MENU.
- 2001: A fin de Fisterra. Pontevedra: Diputación Provincial de Pontevedra. 47. ISBN 84-8457-067-3
- 2005: En el mar de Ánforas. València: Pre-Textos. 204p. ISBN 84-8191-650-1